# Coleraine, Minnesota
Coleraine är en ort i Itasca County i delstaten Minnesota, USA.